# Campo de fútbol Roscow A. L. Davies
El Campo de fútbol Roscow A. L. Davies (en inglés: Roscow A. L. Davies Soccer Field) es un recinto deportivo ubicado en la ciudad de Nasáu, la capital del país antillano de Bahamas. Actualmente se utiliza sobre todo para los partidos de fútbol y es una parte de la gran Complejo Deportivo de Baillou Hills (Baillou Hills Sporting Complex). 